# Albert Antonell Ribatallada
Albert Antonell i Ribatallada (Castellar del Vallès, 1936) historiador, escriptor i ex-alcalde de Castellar del Vallès de 1987-1992 per Convergència i Unió.

## Biografia
Castellarenc vinculat a diverses entitats i dedicat especialment al món de l'excursionisme, va iniciar la seva trajectòria com a regidor de cultura l'any 1985 per Convergència i Unió. A les eleccions municipals de 1987 va encapçalar la candidatura d'aquest partit i a finals del mateix mes, fou escollit alcalde. Va tornar a presentar-se com a candidat a les eleccions del 26 de maig de 1991, fou escollit novament alcalde i va exercir aquest càrrec fins al 1992, moment en què va renunciar-hi.
Durant els seus mandats l'Auditori Municipal dedicat a Miquel Pont va iniciar la programació cultural estable de teatre, música i dansa. El projecte del Memorial Park, proposava construir un cementiri privat de luxe en uns terrenys molt propers al Parc Natural de Sant Llorenç del Munt i l'Obac, fou desestimat i retirat pel consistori per la pressió social que va suscitar i el segon es va solucionar amb l'inici de les converses per aconseguir els cabals provinents de l'explotació privada d'Antoni Barata. Es produïren restriccions al subministrament d'aigua durant l'estiu de 1990, a causa de la sequera i el creixement del consum d'aigua, tant des de l'àmbit domèstic com industrial.
Acabada la seva etapa política, Antonell ha escrit diversos articles de caràcter històric i documental a la revista de l'Arxiu d'Història de Castellar del Vallès, La Plaça Vella, així com ha estat l'autor de diferents llibres sobre la vila.
Té tres fills i dues netes.